# Zuzana
Zusana (vorwiegend sorbisch), Suzana (vorwiegend südslawisch), Zuzana (vorwiegend tschechisch und slowakisch) sowie Zuzanna (polnisch) sind west- und südslawische Varianten des weiblichen Vornamens Susanne.
Für weitere Informationen zum Namen siehe den Hauptartikel Susanne.

## Namensträgerinnen

### Suzana
- Suzana Alpsancar (* 1981), deutsche Philosophin und Hochschullehrerin
- Suzana Alves, Pseudonym „Tiazinha“ (* 1978), brasilianische Schauspielerin, Sängerin und Tänzerin
- Suzana Barros (* 1983), kapverdische Handballspielerin
- Suzana Borges (* 1956), portugiesische Theater- und Filmschauspielerin
- Suzana Ćebić (* 1984), serbische Volleyballspielerin
- Suzana Herculano-Houzel (* 1972), brasilianische Neurowissenschaftlerin
- Suzana Lazović (* 1992), montenegrinische Handballspielerin und -trainerin
- Suzana Lipovac (* 1968), Gründerin und geschäftsführende Vorstandsvorsitzende der deutschen Menschenrechtsorganisation KinderBerg International Inc.
- Suzana Maksimović (* 1962), serbische Schachspielerin und Großmeister der Frauen seit 1999
- Suzana Šuvaković Savić (1969–2016), serbische Opernsängerin des Stimmfachs Lyrischer Sopran
- Suzana Tratnik (* 1963), slowenische Schriftstellerin, Übersetzerin, Aktivistin und Soziologin
- Suzana Žigante (* 1994), US-amerikanische Fußballnationalspielerin

### Zuzana
- Zuzana Babiaková, geb. Paurová (* 1978), ehemalige slowakische Eiskunstläuferin
- Zuzana Bergrová (* 1984), tschechische Sprinterin und Hürdenläuferin
- Zuzana Brabcová, verheiratet Mirošovská (1959–2015), tschechische Schriftstellerin
- Zuzana Brzobohatá (* 1962), tschechische Politikerin der Česká strana sociálně demokratická und Informatikerin
- Zuzana Burianová (1947–2022), tschechische Sängerin und Schauspielerin
- Zuzana Bydžovská (* 1961), tschechische Schauspielerin
- Zuzana Čaputová (* 1973), slowakische Juristin, Umweltaktivistin und sozialliberale Politikerin
- Zuzana Ferjenčíková (* 1978), slowakische Organistin, Pianistin und Komponistin
- Zuzana Gardavská (* 1983), tschechische Grasskiläuferin
- Zuzana Hagarová (* 1977), slowakische Schachspielerin
- Zuzana Hasillová (* 1982), ehemalige slowakische Biathletin
- Zuzana Hejnová (* 1986), tschechische Leichtathletin
- Zuzana Justman (* 1931), tschechoslowakisch-amerikanische Dokumentarfilmerin und Holocaustüberlebende
- Zuzana Kenížová (* 1979), slowakische Badmintonspielerin
- Zuzana Kočová (1922–1988), tschechoslowakische Schauspielerin, Dramaturgin und Schriftstellerin
- Zuzana Kováčová (* 1979), slowakische Fußballschiedsrichterin
- Zuzana Kronerová (* 1952), slowakische Schauspielerin
- Zuzana Kučová (* 1982), ehemalige slowakische Tennisspielerin
- Zuzana Lapčíková (* 1968), tschechische Musikerin (Gesang, Zymbalon, Komposition; Folk, Barockmusik, Neue Musik und Jazz)
- Zuzana Licko (Zuzana Ličko; * 1961), US-amerikanische Grafikdesignerin und Typografin tschechoslowakischer Herkunft
- Zuzana Light, geb. Majorová (* 1982), tschechische Fitnesssportlerin und ehemalige Erotikdarstellerin (Susana Spears)
- Zuzana Líkařová (* 1987), tschechische Biathletin
- Zuzana Malíková (* 1983), slowakische Geherin
- Zuzana Mausen-Ferjenčíková (* 1978), slowakische Organistin
- Zuzana Moravčíková (* 1956), ehemalige tschechoslowakische Mittelstreckenläuferin
- Zuzana Navarová (1959–2004), tschechische Sängerin und Komponistin
- Zuzana Ondrášková (* 1980), ehemalige tschechische Tennisspielerin
- Zuzana Orlovská (* 1989), slowakische Badmintonspielerin
- Zuzana Pavelková (* 1992), tschechische Badmintonspielerin
- Zuzana Poliačková, verheiratete Demianová (* 1975), ehemalige slowakische Tischtennis-Nationalspielerin
- Zuzana Roithová (* 1953), tschechische Politikerin (KDU-ČSL)
- Zuzana Růžičková (1927–2017), tschechische Cembalistin
- Zuzana Schindlerová (* 1987), tschechische Geherin
- Zuzana Štefečeková (* 1984), slowakische Sportschützin
- Zuzana Tomas (* 1977), slowakische Marathonläuferin
- Zuzana Tomčíková (* 1988), ehemalige slowakische Eishockeytorhüterin
- Zuzana Tryznová (* 1984), tschechische Biathletin
- Zuzana Urbánková (* 1959), tschechische Badmintonspielerin
- Zuzana Valentová (* 1985), slowakische Fußballschiedsrichterin
- Zuzana Vejvodová (* 1980), ist eine tschechische Schauspielerin
- Zuzana Vojířová von Vacovice (um 1560–1616), böhmische Adlige
- Zuzana Zlochová (* 1990), slowakische Tennisspielerin
- Zuzana Zvolenská, geborene Pacúchová (* 1972), slowakische Politikerin

### Zuzanna
- Zuzanna Ginczanka (1917–1944), polnische Lyrikerin und Opfer des Holocaust
- Zuzanna Hulisz (* 1999), polnische Leichtathletin (100-Meter-Hürdenlauf)
- Zuzanna Janin (* 1961), polnische bildende Künstlerin
- Zuzanna Anna Radecka (* 1975), ehemalige polnische Sprinterin
- Zuzanna Skiba (* 1968), deutsche Künstlerin (Zeichnung und Malerei, Fotografie, Performance und Video)
- Zuzanna Smykała (* 1990), polnische Snowboarderin
- Zuzanna Szadkowski (* 1978), polnisch-amerikanische Schauspielerin